# Idrissa Sylla
Idrissa Sylla (Conakry, 1990. december 3. –) guineai labdarúgó, a belga élvonalbeli Zulte-Waregem csatára.

## Pályafutása

### A válogatottban
2012. február 29-én mutatkozott be a guineai válogatottban az Abidjanban lejátszott barátságos mérkőzésen, amelyen 0-0-s döntetlen született Elefántcsontpart ellen.